# た
た、タとは、日本語の音節のひとつであり、仮名のひとつである。1モーラを形成する。五十音図において第4行第1段（た行あ段）に位置する。清音の他、濁音（だ、ダ）を持つ。

## 概要

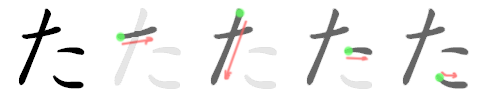
「た」の筆順

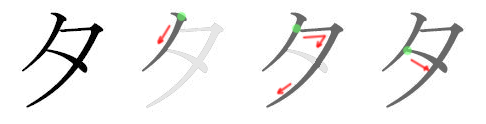
「タ」の筆順

- 現代標準語の音韻: 子音と1母音「あ」からなる音。子音は、次の通り。
  - 清音 「た」: 上歯茎に舌を付けてから離す時に生ずる破裂音。無声。
  - 濁音 「だ」: 上歯茎に舌を付けてから離す時に生ずる破裂音。有声。
- 五十音順: 第16位。
- いろは順: 第16位。「よ」の次。「れ」の前。
- 平仮名「た」の字形: 「太」の草体
- 片仮名「タ」の字形: 「多」の部分 (上画。『広辞苑』第6版を見よ)
- ローマ字
  - た: ta
  - だ: da
- 点字:
- 通話表: 「煙草のタ」
- モールス信号: －・
- 手旗信号：11→5

- 変体仮名:  、 （いずれも多の崩し字）
- 発音: た[ヘルプ/ファイル]

## た に関わる諸事項
- 漢字の部首「夕」（ゆうべ）は片仮名の「タ」と同形になっている。「タ」が夕部に属する「多」の一部から作られたため。また、部首「夕」は字形から「た」と呼ばれる事もある。
- 変体仮名を見てもわかるように、平仮名に於いても、「多」の草体から造られた仮名文字が使われることが少なくなかった。
- 鉄道車両の記号「タ」は、タンク貨車を表す。
- 「た」は日本語の完了の助動詞として使用される。（例）～した。